# Hrastovlje

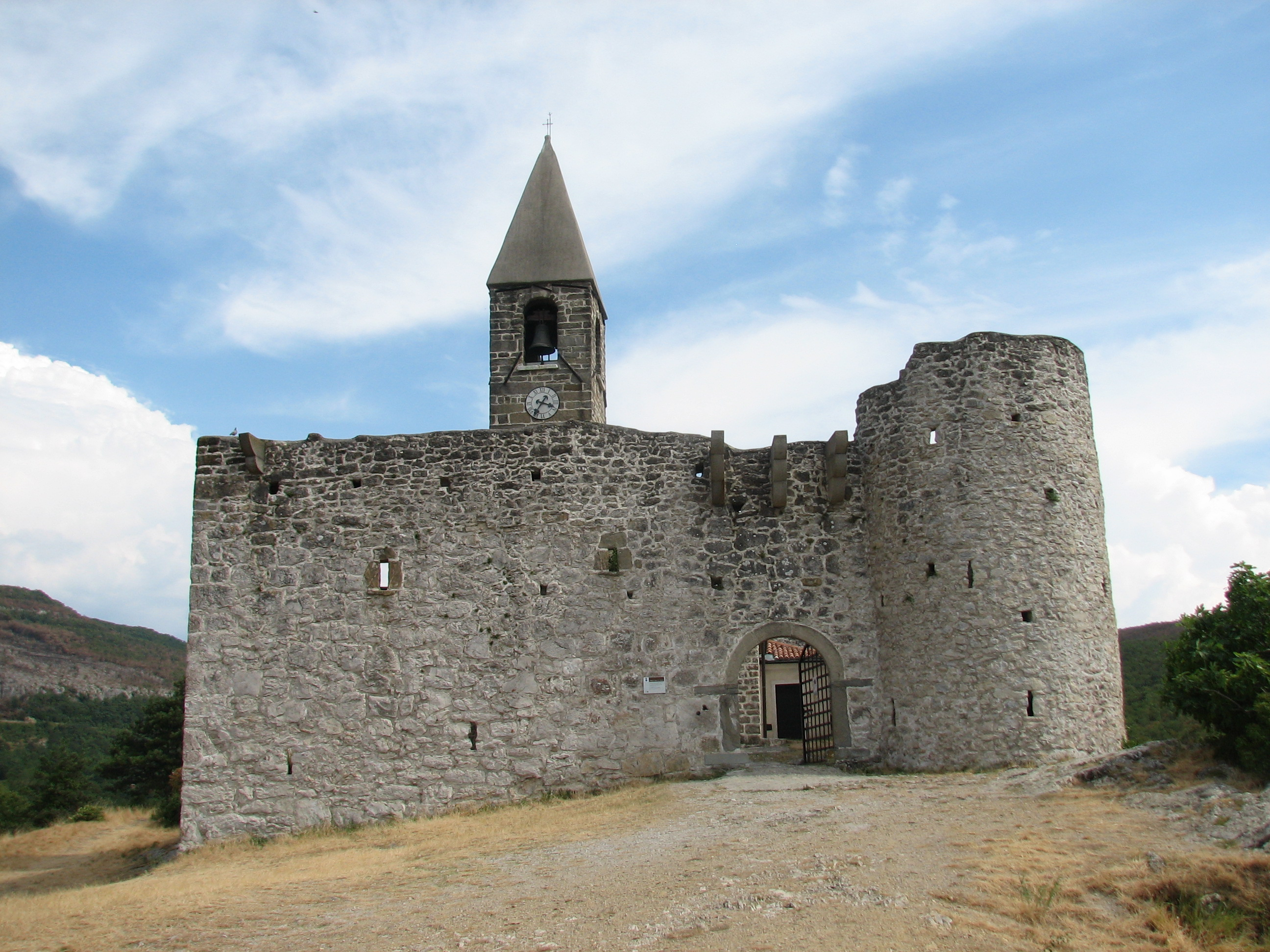
Kościół Trójcy Świętej

Hrastovlje – wieś w południowo-zachodniej Słowenii w pobliżu miasta Koper. Położona jest na skraju wyżyny Kras. 
Najcenniejszym zabytkiem miejscowości jest romański kościół Świętej Trójcy (Cerkev Sv Trojica). Trójnawowa świątynia powstała w XII wieku, otaczające je mury wzniesiono w 1581 roku w związku z zagrożeniem najazdami tureckimi. 
Wnętrze pokrywają freski datowane na rok 1490 autorstwa Ivana z Kastvy, wśród nich znajduje się Danse macabre, fresk przedstawiający korowód ludzi wszystkich stanów ze szkieletem na czele. Śmierć prowadzi kolejno: dziecko; kulawego żebraka; pełnego życia młodzieńca; kupca, który wręcza jej sakiewkę; uczonego lekarza; mnicha; biskupa; kardynała w czerwonym kapeluszu; królową; króla i papieża, co ilustruje średniowieczną hierarchię społeczną. Wszyscy, niezależnie od zasług, kończą swój żywot w grobie. Cykl fresków jest najstarszym zachowanym na terenie Słowenii. 